# Hallo Klaus (i wü nur zruck)
Hallo Klaus (i wü nur zruck) ist ein Lied des österreichischen Musikprojektes Nickerbocker & Biene, bestehend aus Nikolaus Kalita und Sabine Kopera, aus dem Jahr 1982.

## Entstehung und Veröffentlichung
Das Lied wurde eigens von Nikolaus Kalita (Nickerbocker) geschrieben, komponiert und produziert.
Die Erstveröffentlichung erfolgte als Single im Jahr 1982 bei Telefunken. Diese erschien als 7″-Single mit der B-Seite Hallo Maus (i wü zruck zu Dir), einer Soloversion des Titels von Nickerbocker. 1983 erschien das Lied als Teil von Nickerbockers Studioalbum Spätzünder.

## Charts und Chartplatzierungen
| ChartsChartplatzierungen | Höchstplatzierung | Wochen |
| ------------------------ | ----------------- | ------ |
| Deutschland (GfK)        | 6 (27 Wo.)        | 27     |
| Schweiz (IFPI)           | 9 (5 Wo.)         | 5      |

| ChartsJahrescharts (1983) | Platzierung |
| ------------------------- | ----------- |
| Deutschland (GfK)         | 28          |

## Coverversionen (Auswahl)
- 2017: Melissa Naschenweng – Z’rueck zu dir (Album: Kunterbunt)[4]
- 2023: Francine Jordi feat. Die Draufgänger – Z’rück zu dir (Hallo Klaus) (Album: Leben)[5]